# أوقست لينز
أوقست لينز (بالألمانية: August Lenz)‏ (29 نوفمبر 1910 بدورتموند في ألمانيا - 5 ديسمبر 1988 بدورتموند في ألمانيا) هو لاعب كرة قدم ألماني في مركز الهجوم، شارك في الألعاب الأولمبية الصيفية 1936. وشارك مع منتخب ألمانيا لكرة القدم. أما مع النوادي، فقد لعب مع بوروسيا دورتموند.

## وصلات خارجية
- أوقست لينز على موقع قاعدة بيانات كرة القدم.إي يو (الإنجليزية)
- أوقست لينز على موقع بيانات كرة القدم. دي إي (الألمانية)
- أوقست لينز على موقع ناشيونال فوتبول تيمز (الإنجليزية)
- أوقست لينز على موقع عالم كرة القدم.نت (الإنجليزية)
- أوقست لينز على موقع أوليمبيديا (الإنجليزية)